# Alfredo La Spina
Alfredo La Spina (nacido en Rosario el 24 de noviembre de 1927 - ?) fue un futbolista argentino. Su primer club fue Rosario Central. Se desempeñaba como delantero.

## Carrera
La Spina llegó a las divisiones juveniles canallas en 1941; jugando habitualmente como centrodelantero, cosechó buenas actuaciones y títulos en diversas categorías de inferiores. 
Su única participación en la primera división del club se dio a fines de 1948, cuando los futbolistas profesionales de Argentina decidieron entrar en huelga, la primera afrontada por el gobierno de Juan Domingo Perón. De esta manera debutó en la 24.ª fecha del campeonato ante Racing Club, con victoria centralista por 6-2 en Arroyito y con un tanto de La Spina. Jugó en los restantes cuatro partidos del torneo, marcando tres goles ante Gimnasia y Esgrima La Plata (victoria 4-0) y dos en el clásico rosarino ante Newell's Old Boys en la última fecha (triunfo 3-2).
Ante una deuda importante que el club mantenía con él, La Spina pidió ser transferido y pasó a Central Córdoba de Rosario (por entonces en Primera B), siendo parte de pago por el pase de Nicolás Aresi, quien realizó el camino inverso entre los clubes. Dejó la institución auriazul con la marca de ser el jugador del club con mejor promedio de gol en los torneos de Primera División de Argentina, con 1,20 goles por partido (6 tantos en cinco encuentros).
En 1951 se armó un equipo integrado casi en su totalidad por futbolistas rosarinos con la idea de presentarse en Colombia y ser contratados por algún club. Al elenco se lo  conoció como Rosario Wanders o Wanders Argentina, y fue fichado íntegramente por Deportes Quindío (por entonces llamado Atlético Quindío); La Spina marcó el primer gol del club en el campeonato profesional de Colombia. En el fútbol cafetero también jugó por Atlético Bucaramanga y Junior de Barranquilla.

## Clubes
| Club                      | País      | Año       |
| ------------------------- | --------- | --------- |
| Rosario Central           | Argentina | 1948      |
| Central Córdoba (Rosario) | Argentina | 1949-1950 |
| Atlético Quindío          | Colombia  | 1951      |
| Bucaramanga               | Colombia  | 1952      |
| Junior                    | Colombia  | 1953      |